# En détresse (téléfilm)
Pour les articles homonymes, voir Détresse.
En détresse (Odd Girl Out) est un téléfilm américain réalisé par Tom McLoughlin et diffusé le 4 avril 2005 sur Lifetime.

## Synopsis
Vanessa est une jeune fille populaire dans son collège. Jolie, sportive et intelligente, elle s'attire les foudres de ses amies, Stacey et Nikki, qui lui reprochent de plaire à Tony, le garçon sur lequel Stacey a craqué. Devenue le souffre-douleur de ses amies, elle est harcelée à l'école et sur Internet. Humiliée, menacée et exclue, elle tombe peu à peu en dépression et commence à sécher les cours, à se mutiler et tente de se suicider. Sa mère qui essaie de l'aider se heurte à l'indifférence de l'administration du collège et au mutisme de sa fille.

## Fiche technique
- Titre original : Odd Girl Out
- Réalisation : Tom McLoughlin
- Scénario : Richard Kletter, d'après une histoire de Matthew McDuffie et Richard Kletter, et basée sur le roman de Rachel Simmons (en)
- Photographie : John S. Bartley
- Musique : Mark Snow
- Société de production : Jaffe/Braunstein Films
- Langue originale : anglais
- Durée : 85 minutes

## Distribution
- Alexa Vega (VF : Mélanie Laurent) : Vanessa Snyder
- Lisa Vidal (VF : Cathy Diraison) : Barbara Snyder
- Leah Pipes (VF : Kelly Marot) : Stacy Larson
- Elizabeth Rice (VF : Fily Keita) : Nikki Rodriguez
- Shari Dyon Perry : Emily
- Alicia Morton : Tiffany Thompson
- Joey Nappo : Ezra
- Rhoda Griffis (VF : Caroline Beaune) : Denise Larson
- Nancy McLoughlin : Ms. Donnely
- Morg Moorer (VF : Juliette Degenne) : Principal Jessup
- Chad Biagini : Tony
- Michael Arata (en) (VF : Xavier Fagnon) : Dave Larson
- Natalie Rose : Natalie Zamora

### Accueil
Le téléfilm a été vu par environ 5,1 millions de téléspectateurs lors de sa première diffusion américaine.